# Rotone

Relazione di dispersione caratteristica di un rotone

Il rotone è una eccitazione elementare, o quasiparticella, presente nell'elio-4 superfluido.
La relazione di dispersione delle eccitazioni elementari in questo superfluido mostra dapprima un incremento lineare dell'energia con la quantità di moto che raggiunge quindi un massimo, seguito infine da un minimo. Le eccitazioni nella regione lineare sono chiamate fononi, mentre quelle intorno al minimo sono chiamate rotoni. Le eccitazioni vicino al massimo sono qualche volta chiamate maxoni.